# Rake (Kostel)
Rake is een plaats in Slovenië en maakt deel uit van de gemeente Kostel in de NUTS-3-regio Jugovzhodna Slovenija. De plaats telde 1 inwoners op 1 januari 2020.